# Route nationale 614
Die Route nationale 614, kurz N 614 oder RN 614, war eine französische Nationalstraße, die von 1933 bis 1973 zwischen einer Straßenkreuzung mit der ehemaligen Nationalstraße 9 östlich von Rivesaltes und einer Kreuzung mit der ehemaligen Nationalstraße 612 nördlich von Millas verlief. Ihre Länge betrug 24 Kilometer.